# Javier Colon
 (avril 2024).
Pour les articles homonymes, voir Colon.
Javier Colon, né en 1978, est un chanteur américain, ayant remporté en 2011 la première saison du télé-crochet The Voice aux États-Unis.

## Performances lors deThe Voice
| Show                    | Chanson                            | Artiste         | Ordre | Résultat                                    |
| ----------------------- | ---------------------------------- | --------------- | ----- | ------------------------------------------- |
| Blind Audition          | Time After Time                    | Cyndi Lauper    | 14    | All 4 chairs turned Colon chose Adam Levine |
| Battle Round            | Stand By Me (vs. Angela Wolff)     | Ben E. King     | N/A   | Saved by Adam Levine                        |
| Quarter-Finals (Week 2) | Angel                              | Sarah McLachlan | 8     | Safe (Public Vote)                          |
| Semi-Finals             | Fix You                            | Coldplay        | 6     | Safe (138 Points)                           |
| Finals                  | Stitch by Stitch (original)        | Javier Colon    | 1     | Winner                                      |
| Finals                  | Man in the Mirror (w/ Adam Levine) | Michael Jackson | 6     | Winner                                      |
| Finals (Result Show)    | Landslide (w/ Stevie Nicks)        | Fleetwood Mac   | 2     | Winner                                      |

## Discographie

### Albums
| Année | Détails                                                                                                  | Classement | Classement |
| Année | Détails                                                                                                  | US         | US R&B     |
| ----- | --- | ---------- | ---------- |
| 2003  | Javier - Released: 2003 - Label: Capitol Records - Format: CD                                            | 91         | 18         |
| 2006  | Left of Center - Released: 2006 - Label: Capitol Records - Format: CD                                    | —          | 37         |
| 2011  | Come Through for You - Released: 2011 - Label: Universal Republic Records - Format: CD, digital download | 134        | 20         |
| 2016  | Gravity - Released: 2016 - Label: Concord Records - Format: CD, digital download                         | -          | -          |

### Extended plays
| Année | Album |
| ----- | --- |
| 2010  | The Truth - Acoustic EP - Sortie : 2010 - Label: Javier Colon Music - Format: EP, digital download               |
| 2011  | A Very Acoustic Christmas - Sortie : 2011 - Label: Universal Motown Records Group - Format: EP, digital download |

### Singles
| Année | Single                                                   | Classement | Classement | Classement | Album                           |
| Année | Single                                                   | US         | US R&B     | CAN        | Album                           |
| ----- | -------------------------------------------------------- | ---------- | ---------- | ---------- | ------------------------------- |
| 2003  | "Crazy"                                                  | 95         | 42         | —          | Javier                          |
| 2003  | "Beautiful U R"                                          | —          | 75         | —          | Javier                          |
| 2006  | "Indecent Proposal"                                      | —          | —          | —          | Left of Center                  |
| 2006  | "Dance For Me"                                           | —          | —          | —          | Left of Center                  |
| 2006  | "The Answer Is Yes"                                      | —          | —          | —          | Left of Center                  |
| 2011  | Time After Time                                          | 65         | —          | 33         | Non-album releases by The Voice |
| 2011  | Stand By Me (With Angela Wolff)                          | —          | —          |            | Non-album releases by The Voice |
| 2011  | "Angel"                                                  | 64         | —          | 18         | Non-album releases by The Voice |
| 2011  | Fix You                                                  | 52         | —          | 16         | Non-album releases by The Voice |
| 2011  | Stitch by Stitch                                         | 17         | 57         | 28         | Non-album releases by The Voice |
| 2011  | Man in the Mirror (avec Adam Levine)                     | 45         | 57         | 28         | Non-album releases by The Voice |
| 2011  | "As Long as We Got Love" (featuring Natasha Bedingfield) | —          | —          | —          | Come Through for You            |
| 2012  | A Drop in the Ocean                                      | —          | —          | —          | Come Through for You            |

## Récompenses
| Année | Presentateur            | Récompense      | Résultat   |
| ----- | ----------------------- | --------------- | ---------- |
| 2011  | 2011 Teen Choice Awards | Breakout Artist | Nomination |